# Charles-Évariste-Joseph Cœuret-Varin
Charles-Évariste-Joseph Cœuret-Varin est né à Bordeaux le 21 août 1838, mort à Agen le 23 février 1905, est un prélat français, évêque d'Agen à la fin du XIXe siècle et au début du XXe siècle. 

## Biographie
Il est ordonné prêtre en 1863. Il est d'abord prêtre à Bordeaux.
En 1875, il est appelé au diocèse d'Agen pour en devenir le vicaire général. Fonteneau est évêque d'Agen depuis 1874. Ce dernier ne manquait pas de zèle ni de piété, mais il était dépourvu de science administrative et de jugement car il accumula une dette de 800 000 francs, accusation contre laquelle se sont élevés ses vicaires généraux en 1896. Il chercha à changer de diocèse, mais la santé financière de celui-ci rendait ce changement difficile. Aussi Charles Coeuret-Varin, vicaire général, accepta de prendre la succession. 
Armand Fallières, originaire du diocèse d'Agen, est alors ministre des cultes. À la mort de la mère du ministre, Jean-Émile Fonteneau a été présent aux obsèques et a montré une telle sympathie au ministre qu'il a été nommé archevêque d'Albi et son vicaire général, évêque d'Agen. Il a été choisi comme évêque d'Agen le 31 décembre 1884, a reçu l'institution canonique du pape le 27 mars et a été consacré évêque le 26 mai 1885.
Il est nommé chevalier de la Légion d'honneur le 4 janvier 1895.

## Armes et devise
Armes : « D'argent, au chevron d'azur accompagné en chef de deux lis de gueules, tigés et feuillés de sinople et en pointe d'un cœur de gueules ; au chef de gueules chargé d'un lion passant d'argent ».
Devise : « Cor unum et anima una ».

## Publications
- Charles-Évariste-Joseph Cœuret-Varin, Catéchisme du diocèse d'Agen, 1913 ( lire en ligne ).

## Sources
- Le Clergé de France, Tome II